# Alberigo Lenza
Alberigo Lenza (Montecorvino Rovella, 14 agosto 1909 – 22 luglio 1966) è stato un politico italiano.

## Biografia
Esponente del Partito Nazionale Monarchico, nel 1948 viene eletto deputato della I legislatura della Repubblica Italiana, venendo confermato anche nel 1953 per la II. Termina il proprio mandato parlamentare nel 1958.
Muore nell'estate del 1966, poche settimane prima di compiere 57 anni.